# Дамаш (футбольний клуб)
Футбольний клуб Дамаш (Ґілян) або просто «Дамаш» (перс. باشگاه فوتبال داماش گیلان) — професіональний іранський футбольний клуб з міста Решт, у провінції Ґілян. Виступає в Лізі Азадеган.
Дамаш також має однойменну волейбольну команду.

## Історія

### Заснування
«Тадж» (Решт) засновано 1960 року, у 1983 році клуб змінив назву на «Естеглал» (Решт). У 2002 році «Естеглал» (Решт) вилетів з Про-ліги Перської затоки, а Pegah Dairy Company придбало клуб й перейменовало його в ФК «Пегах». У 2003 році команда повернулася до Про ліги, проте в сезоні 2005 року понизилася в класі. У 2007 році «Пегах» повернувся до еліти іранського футболу, а вже незабаром після цього його придбав «Дамаш».

### «Дамаш» (Ґілян)
У жовтні 2008 року Arya Investment Company, яка належить Аміру Мансуру Арья, через фінансові проблеми придбала спортивні споруди «Пегах» (Ґілян), та ліцензію на виступи в чемпіонаті в президента «Дамаш Іраніан» Амір Абедіні.

#### Про ліга та Ліга Азадеган
Після невдалих результатів на початку сезону 2008/09 років у Про-лізі Хоссейн Абді та Станко Поклепович були замінені на Біджана Зольфагарнасаба, проте він також нічого не зміг вдіяти й клуб вилетів до Ліги Азадеган. «Дамаш» втратив багатьох гравців, які грали в Про-лізі, зокрема й Афшина Чавуши, Мохаммадрезу Махдаві та Адріану Алвеша.
У сезоні 2009/10 років на тренерський місток «Дамаша» повернувся Фіруз Карімі, який відбував дискваліфікацію на роботу в Про лізі терміном один сезон. Фіруз запросив до команди футболістів, з якими працював раніше. Вже наступного сезону «Дамаш» грав у плей-оф за право підвищитися в класі, але поступився путівкою «Санат Нафту».
У сезоні 2010/11 років «Дамаш» підписав своїх колишніх ключових футболістів Афшина Чавоши, Мохаммадрезу Махдаві, а також тренера Мар'яна Пушника, але через 4 тижні через незадовільні результати словенця замінив помічник Пушника та колишній капітан «Пегаха» (Ґілян) Афшин Наземі. Незважаючи на хороші результати з командою, Наземі замінили на Мехді Дінварзаде. 22 квітня 2011 року вже під керівництвом нового наставника за два тури до завершення чемпіонату «Дамаш» гарантував собі місце в ІПЛ.
Перший сезон після повернення до еліти команда завершила вдало, посівши 7-е підсумкове місце. Наступного року «Дамаш» боровся, проте фінішував на скромному 11-у місці. Сезон 2013/14 років виявився для клубу провальним, «Дамаш» фінішував на передостанньому місці в турнірній таблиці й вдруге в історії вибув до Ліги Азадеган.
У березні 2016 року Дамаш оголосив, що припинив усю свою діяльність в Лізі Азадеган і передав права команди до футбольної організацію «Ґілян». Команда було негайно перейменована у Футбольний клуб «Шахре Баран» та дозволилено продовжувати змагатись у Лізі Азадеган. За підсумками сезону 2016 року клуб вилетів до Другого дивізіону.

## Принципові протистояння
Матчі за участю «Малавана», «Дамаша» та «Сепіруда» відомі під назвою Ґілянське дербі, або «Ель Ґіляно». Одне з найважливіших та «найгарячіших» протистоянь в Ірані. За кількістю перемог у цьому дербі рекордсменом є «Малаван», який після створення Про ліги (2001) здобув у ньому 4 перемоги. «Малавану» також належить і рекорд за результативністю перемоги — 3:0 над «Дамашем» у 2005 та 2013 роках. Дербі має давню історію бійок за участю фанатів команди, вболівальники «Малавану», «Дамаша» та «Сепідруда» вже декілька разів брали участь у бійках та пошкоджували стадіони. Усі три команди були оштрафовані іранською ФА через агресивну поведінку власних вболівальників.

## Стадіон
Доктор «Шахід Азоді» — домашня футбольна арена «Дамашу» з 2008 року. Вміщує до 11 000 гладачів, проте є дані, що на ньому здатні вміститися 15 000 та 20 000 глядачів.

## Статистика виступів
| Рік     | Дивізіон       | Позиція | Кубок Хазфі  |
| 2008–09 | Про-ліга Ірану | 17-е    | Третій раунд |
| 2009–10 | Ліга Азадеган  | 2-е     | 1/8 фіналу   |
| 2010–11 | Ліга Азадеган  | 1-е     | 1/8 фіналу   |
| 2011–12 | Про-ліга Ірану | 7-е     | 1/4 фіналу   |
| 2012–13 | Про-ліга Ірану | 11-е    | 1/2 фіналу   |
| 2013–14 | Про-ліга Ірану | 15-е    | 1/8 фіналу   |
| 2014–15 | Ліга Азадеган  | 6-е     | Третій раунд |
| 2015–16 | Ліга Азадеган  | 19-е    | Знявся       |
| 2016–17 | Ліга 2         | 5-е     | Знявся       |
| 2015–16 | Ліга Азадеган  | 19-е    | Знявся       |
| 2017–18 | Ліга 2         | 3-є     | Перший раунд |
| 2018–19 | Ліга 2         | 2-е     | Фіналіст     |

## Відомі тренери
| Сезони            | Тренер                | Національність |
| ----------------- | --------------------- | -------------- |
| жов 2008–лис 2008 | Біджан Зольфагарнасаб | Іран           |
| лис 2008–січ 2009 | Хоссейн Абді          | Іран           |
| січ 2009–кв 2009  | Станко Поклепович     | Хорватія       |
| лип 2009–чер 10   | Фіруз Карімі          | Іран           |
| чер 2010–лип2010  | Маркар Агаджанян      | Іран           |
| лип 2010–лис 2010 | Мар'ян Пушник         | Словенія       |
| лис 2010–гр 2010  | Афшин Наземі          | Іран           |
| гр 2010–вер 2011  | Мехді Дінварзаде      | Іран           |
| вер 2011–січ 2012 | Ебрахім Гасемпур      | Іран           |
| січ 2012–тр 2012  | Мехді Тартар          | Іран           |

| Сезони            | Менеджер           | Національність |
| ----------------- | ------------------ | -------------- |
| січ 2012–вер 2012 | Омід Харанді       | Іран           |
| вер 2012–бер 2013 | Хамід Дерахшан     | Іран           |
| бер 2013–січ 2014 | Афшин Наземі       | Іран           |
| січ 2014–вер 2014 | Алі Назармохаммаді | Іран           |
| вер 2014–бер 2015 | Омід Харанді       | Іран           |
| сер 2015–сер 2016 | Маджид Джаханпур   | Іран           |
| сер 2016–лис 2016 | Раміз Маммедов     | Азербайджан    |
| лис 2016–чер 2017 | Хаді Табатабаєї    | Іран           |
| чер 2017–18       | Вахід Разаеї       | Іран           |
| чер 2018–         | Сіамак Фарахані    | Іран           |

## Досягнення
- Ліга Азадеган
  -  Чемпіон (1): 2010/11

- Кубок Хазфі
  -  Фіналіст (2): 2007/08, 2018/19

- Ліга Ґіляну
  -  Чемпіон (3)

- Ліга Решту
  -  Чемпіон (1): 1973

## Рекордсмени

### Найкращі бомбардири
| # | Поз.        | Ім'я               | Кар'єра                   | Ліга | Кубок | Загалом |
| - | ----------- | ------------------ | ------------------------- | ---- | ----- | ------- |
| 1 | Нападник    | Афшин Чавуши       | 2008–09 2010–15           | 40   | 3     | 43      |
| 2 | Півзахисник | Реза Махдаві       | 2008–09 2010–14 2016–2019 | 16   | 3     | 19      |
| 3 | Захисник    | Алі Назіфкар       | 2008–09 2010–14           | 17   | 1     | 18      |
| 4 | Півзахисник | Алі Амірі          | 2009–11                   | 12   | 3     | 15      |
| 5 | Нападник    | Амін Мотеваселзаде | 2012–14                   | 13   | 1     | 14      |

### Найбільше зіграних матчів
| # | Поз.        | Ім'я            | Кар'єра                   | Ліга | Кубок | Загалом |
| - | ----------- | --------------- | ------------------------- | ---- | ----- | ------- |
| 1 | Півзахисник | Мостафа Хаджаті | 2008–14 2015–             | 152  | 7     | 159     |
| 2 | Півзахисник | Реза Махдаві    | 2008–09 2010–14 2016–2019 | 147  | 8     | 155     |
| 3 | Півзахисник | Хаді Сохрабі    | 2008–11 2012–2018         | 125  | 9     | 134     |
| 4 | Захисник    | Алі Назіфкар    | 2008–09 2010–14           | 121  | 7     | 128     |
| 5 | Нападник    | Афшин Чавуши    | 2008–09 2010–15           | 111  | 6     | 117     |

Останнє оновлення: 16 травня 2016.

Жирним шрифтом виділені діючі гравці «Дамаша».